# Fontaine du carnaval
La fontaine du carnaval, également appelée fontaine Tinguely ou fontaine du Théâtre, en allemand Fasnachts-Brunnen, est une fontaine créée par Jean Tinguely et située sur la Theaterplatz (« place du Théâtre ») de la ville de Bâle, en Suisse.

## Description
La fontaine a été construite entre 1975 et 1977 sur le site de l'ancien théâtre de la ville, alors abandonné. Elle a été offerte par la société Migros à la ville de Bâle.
Elle se compose de dix sculptures mécanisées peintes en noir dans un grand bassin d'eau de 16 mètres sur 19. Celles-ci, construites à partir de pièces de la scène de l'ancien théâtre, bougent ; elles sont actionnées soit par les moteurs de faible puissance, soit par la force de l'eau projetée par les buses.
L'ensemble est inscrit comme bien culturel suisse d'importance nationale.

## Sources
- (de) Cet article est partiellement ou en totalité issu de l’article de Wikipédia en allemand intitulé « Fasnachts-Brunnen » (voir la liste des auteurs).